# 尖子藤
尖子藤（学名：Rhynchodia rhynchosperma）为夹竹桃科尖子藤属下的一个种。